# Peio Egaña
Peio Egaña, nacido el 28 de marzo de 1966 en Pamplona (Navarra, España).
Es un ex pelotari español que fue seleccionado para disputar los Juegos Olímpicos de Barcelona en la modalidad de paleta cuero en trinquete. En dichos juegos la pelota vasca formó parte como deporte de exhibición, en la que se disputaron diversas modalidades. Formó parte junto a sus compañeros Altadill I, Javier Ubanell y Mendiluce III, logrando finalmente la medalla de plata tras la selección de Argentina.
También fue seleccionado para disputar los Campeonatos del Mundo de Pelota, disputados en 1986 en Vitoria, alcanzando la medalla de bronce, en 1990 en La Habana, logrando la plata, en 1994 en Bayona, llevándose el bronce y en 1998 en México, si bien en esta ocasión no alcanzó ningún metal.
A nivel nacional logró los Campeonatos de España Juvenil de pala corta en 1983 y 1984, especializándose en trinquete cuando paso a categoría absoluta.